# MBC 아침종합뉴스 광주·전남
《MBC 아침종합뉴스 광주·전남》은 광주MBC 표준FM에서 평일 아침 8시에 방송되었던 광주MBC 표준FM의 아침종합뉴스 프로그램이다.

## 앵커
- 연빛나 아나운서 (여)

| 광주MBC 표준FM 평일 프로그램 |                            |                              |
| 이전                         | MBC 아침종합뉴스 광주·전남 | 다음                         |
| 김종배의 시선집중 1·2부      | MBC 아침종합뉴스 광주·전남 | 시사인터뷰 오늘              |
| 아침 7시 5분 ~ 아침 8시      | 아침 8시 ~ 아침 8시 5분    | 아침 8시 5분 ~ 아침 8시 30분 |
|                              |                            |                              |